# Lista de conflitos envolvendo a Líbia
Esta é uma lista de conflitos envolvendo a Líbia.
| Conflito                                 | Combatente 1                                                        | Combatente 2 | Resultados |
| ---------------------------------------- | ------------------------------------------------------------------- | --- | --- |
| Guerra Líbia-Egito (1977)                | Líbia                                                               | Egito | Cessar-fogo - Ataque líbio em Sallum repelido. |
| Guerra Uganda-Tanzânia (1978–1979)       | Uganda Líbia OLP                                                    | Tanzânia · FNLU · Moçambique | Derrota - Derrubada de Idi Amin em Uganda. |
| Conflito entre Chade e Líbia (1978–1987) | Líbia FROLINAT GUNT                                                 | FAT · FAN · FANT · França · Zaire | Derrota - Legião Islâmica empurrada para fora do Chade. - Chade obtêm o controle da Faixa de Aouzou. |
| Operação El Dorado Canyon (1986)         | Líbia                                                               | Estados Unidos | Ambos os lados reivindicam vitória - Alvos danificados, mas Gaddafi sobrevive. |
| Primeira Guerra Civil Líbia (2011)       | Governo líbio                                                       | CNT · OTAN - França - Reino Unido - Estados Unidos - Bélgica - Canadá - Dinamarca - Países Baixos - Noruega - Espanha - Turquia Jordânia · Qatar · Suécia · Emirados Árabes Unidos | mudança de regime - Muammar Gaddafi é morto. - Conselho Nacional de Transição assume o controle interino da Líbia. - 102 países, ONU, União Europeia, Liga Árabe e União Africana reconhecem diplomaticamente o Conselho Nacional de Transição como a única autoridade de governo para a Líbia. - Violência pós-guerra civil na Líbia. |
| Segunda Guerra Civil Líbia (2014–)       | Câmara dos Representantes da Líbia · Egito · Emirados Árabes Unidos | Novo Congresso Geral Nacional Conselho da Shura (Bengazi) Conselho da Shura (Derna) Estado Islâmico                                                                                | em curso - Islamitas sofrem esmagadora derrota eleitoral. |